# Toponymum
Toponymum (zeměpisné vlastní jméno, geonymum) je vlastní jméno neživého přírodního objektu – např. řeky (Svratka), hory (Sněžka), kopce (Želenický vrch) aj. – nebo vlastní jméno člověkem vytvořeného objektu – např. sídla (vesnice: Kameničky, Šárovcova Lhota; města: Poděbrady, Aš), přehradní nádrže (Orlík, Rozkoš) –, který je na povrchu Země nebo jiného kosmického tělesa fixován.
Za toponyma jsou považována vlastní jména pozemských objektů, které leží v krajině a jsou kartograficky fixovatelné v mapových dílech (mapách). Toponyma zahrnují i názvy objektů mimozemských, tzv. kosmonyma (Halleyova kometa, Jupiter, Andromeda, Moře klidu).
Toponyma jsou slovnědruhově vždy substantiva, tzn. podstatná jména, i když formou ukazují na jiný původ, např. adjektivní (pole zvané Dlouhé), číslovkový (pozemky Trojí, Osmý) nebo mají podobu víceslovného pojmenování (Velká obecní pastva).
Hlavní funkcí toponym je jednoznačně pojmenovat konkrétní objekt a odlišit ho od ostatních objektů dané třídy. Potřeba rozlišovat v určité lidské společnosti živé i neživé objekty je stará jako lidstvo samo, neboť dosud nebylo objeveno etnikum (zaniklé ani současné), které by neužívalo vlastní jména (především osobní jména a toponyma).
Kromě jazykovědného oboru nazvaného toponomastika se toponymy zabývá geografie a kartografie. Z hlediska geografie je toponymum také vlastní jméno zeměpisné, název neživého objektu fixovaného v krajině, který je kartograficky zakreslitelný do mapy, vedený v rámci geografického informačního systému, např. název světadílu, státu, pohoří, řeky, lidského sídla (sídliště) atd.

## Druhy vlastních jmen zeměpisných
- Choronyma jsou vlastní jména větších zeměpisných celků přírodního (Evropa) nebo administrativního charakteru (Česká republika).
- Oikonyma, vlastní jména místní, jsou názvy obydlených objektů a míst, ať už existujících, či zaniklých, tj. názvy měst, vsí, osad, samot, jednotlivých domů apod. Například Brno, Lhota Chocholatá, osada Amerika, samota U Silnických, dům U Zelené žáby), viz označování domů.
- Anoikonyma, vlastní jména pomístní, jsou názvy zeměpisných objektů nesídlištní povahy, např. vlastní jména řek, pohoří, pozemků, cest atd. Například Vltava, Šumava, Krakonošovo, Budkovská cesta).
  - Hydronyma jsou vlastní jména vod – vodních toků, vodních ploch a jejich částí, některých vodních děl atd.
  - Oronyma jsou vlastní jména prvků vertikální členitosti zemského povrchu, například hor a pohoří, údolí, nížin, sedel atd.
  - Pozemková jména jsou zejména názvy polí, lesů, luk a podobně.
  - Jména drobných přírodních útvarů a předmětů v krajině (důležitých pro orientaci, památkově cenných atd.).
  - Hodonyma jsou vlastní jména dopravních cest.
  - Názvy veřejných prostranství jsou názvy ulic, náměstí, nábřeží, mostů, tunelů, sadů, parků, případně jiných veřejných prostranství, která zpravidla stanoví obec svým rozhodnutím. Názvy ulic apod. jsou zároveň hodonyma, používá se i termín urbanonyma.

## Místní jména osobní
Termín místní jméno se používá také pro příjmení odvozená od místa původu nebo bydliště. Tato místní jména nejsou toponymy, ale antroponymy. Například Čech, Kozohorský, Němec, Meitner, Prostějovský, Prager, Pražák atd.

## Šlechtický predikát
Z toponym označujících hlavní sídla šlechticů se odvozoval tzv. šlechtický predikát čili přídomek (též šlechtický přídomek, šlechtický atribut).
Ve 13. století, tedy zanedlouho po vyhlášení tzv. Statut (1189), jimiž kníže Konrád II. Ota potvrdil dědičnost držby šlechtických statků, se jako samostatný druh příjmí (předchůdce dnešních příjmení) vyčlenil šlechtický predikát. Kromě funkce pojmenovací a identifikační plnil funkci sociálně zařazující (klasifikující), neboť zároveň demonstroval držbu pozemků, urozenost a přináležitost k určitému rodu. Odvozoval se z toponym označujících hlavní sídla šlechticů a užíval se v podobě předložka + toponymum (van, van de, van der, van den, von, z; Ludwig van Beethoven, Donny van de Beek, Ludwig Mies van der Rohe, Max von Sydow, Jindřich z Lipé). Člověk mohl být nazván i pomocí dvou rodových sídel (Jan z Cimburga a z Tovačova). Tento pojmenovací typ (oficiální osobní jméno + výraz lokalizující) byl u šlechty nejčastější a nejustálenější, v průběhu 14. a 15. století se stal téměř závazným. Často jej doprovázelo osobní příjmí (Jan Roháč z Dubé). Šlechta byla první společenskou vrstvou, u níž se příjmí stabilizovalo.